# Eastern Ontario Junior Hockey League
Eastern Ontario Junior Hockey League (EOJHL) är en juniorishockeyliga som är baserat i den kanadensiska provinsen Ontarios östra del. Den är för manliga ishockeyspelare som är mellan 16 och 21 år gamla. Ligan är sedan 2015 en utvecklingsliga till Central Canada Hockey League (CCHL). EOJHL är sanktionerad av både Hockey Canada och Hockey Eastern Ontario.

## Historik
Ligan grundades 1966 som Rideau-St. Lawrence Junior B Hockey League efter att ligorna Upper Ottawa Valley Junior B Hockey League och Lanark-Renfrew Junior C Hockey League fusionerades med varandra. Under ett senare skede bytte ligan namn till Eastern Ontario Junior B Hockey League medan 2009 beslutade man att ta bort B från liganamnet. 2015 inledde ligan samarbete med CCHL och man beslutade också att byta namn till Central Canada Hockey League Tier 2. 2020 meddelade man igen att man hade bytt namn.

## Lagen

### Nuvarande
Källa: 
| Martin Division - Alexandria Glens - Casselman Vikings - Char-Lan Rebels - Embrun Panthers - Ottawa Canadians - Ottawa West Golden Knights - Richmond Royals - Winchester Hawks | Richardson Division - Arnprior Packers - Athens Aeros - Brockville Tikis - Carleton Place Jr. Canadians - Perth Blue Wings - Renfrew Timberwolves - Westport Rideaus - Whitewater Kings |

### Tidigare
Ett urval av lag som har tidigare spelat i ligan.
| - Akwesasne Wolves - Almonte Thunder - Cardinal Broncos - Carleton Place Kings - Clarence Beavers - Gananoque Islanders - Gananoque Platers - Goulbourn Royals - Kemptville 73's - Metcalfe Jets - Morrisburg Lions - Mustangs de Gatineau - Navan Grads | - Ottawa 67 Bees - Pontiacs de Shawville - Prescott Falcon - Prescott Flyers - Renfrew Lions - St. Isidore Eagles - South Grenville Rangers - South Ottawa Canadians - Spencerville Bruins - Stittsville Rams - Vanier 72s - Volants de Gatineau |

## Mästare
Samtliga lag som har vunnit ligans slutspel sedan den grundades 1966.
| - 1966–1967: Cardinal Broncos - 1967–1968: Ottawa 67 Bees - 1968–1969: Renfrew Lions - 1969–1970: Ottawa 67 Bees - 1970–1971: Ottawa 67 Bees - 1971–1972: Metcalfe Jets - 1972–1973: Gatineau Volants - 1973–1974: Ottawa 67 Bees - 1974–1975: Vanier 72s - 1975–1976: Morrisburg Lions - 1976–1977: Renfrew Lions - 1977–1978: Morrisburg Lions - 1978–1979: South Ottawa Canadians - 1979–1980: Saint-Isidore Eagles - 1980–1981: South Ottawa Canadians - 1981–1982: South Ottawa Canadians - 1982–1983: Metcalfe Jets - 1983–1984: Metcalfe Jets | - 1984–1985: Ottawa West Golden Knights - 1985–1986: Char-Lan Rebels - 1986–1987: Metcalfe Jets - 1987–1988: Renfrew Timberwolves - 1988–1989: South Ottawa Canadians - 1989–1990: Renfrew Timberwolves - 1990–1991: Navan Grads - 1991–1992: Perth Blue Wings - 1992–1993: Renfrew Timberwolves - 1993–1994: Clarence Beavers - 1994–1995: Metcalfe Jets - 1995–1996: Perth Blue Wings - 1996–1997: Kemptville 73's - 1997–1998: Westport Rideaus - 1998–1999: Kemptville 73's - 1999–2000: Papineau Voisins - 2000–2001: Clarence Beavers - 2001–2002: Ottawa West Golden Knights | - 2002–2003: Ottawa West Golden Knights - 2003–2004: Metcalfe Jets - 2004–2005: Ottawa West Golden Knights - 2005–2006: Ottawa West Golden Knights - 2006–2007: Alexandria Glens - 2007–2008: Alexandria Glens - 2008–2009: Ottawa West Golden Knights - 2009–2010: Ottawa Jr. Canadians - 2010–2011: Clarence Beavers - 2011–2012: Casselman Vikings - 2012–2013: Ottawa Jr. Canadians - 2013–2014: Casselman Vikings - 2014–2015: Casselman Vikings - 2015–2016: Casselman Vikings - 2016–2017: Casselman Vikings - 2017–2018: Casselman Vikings - 2018–2019: Perth Blue Wings |

## Spelare

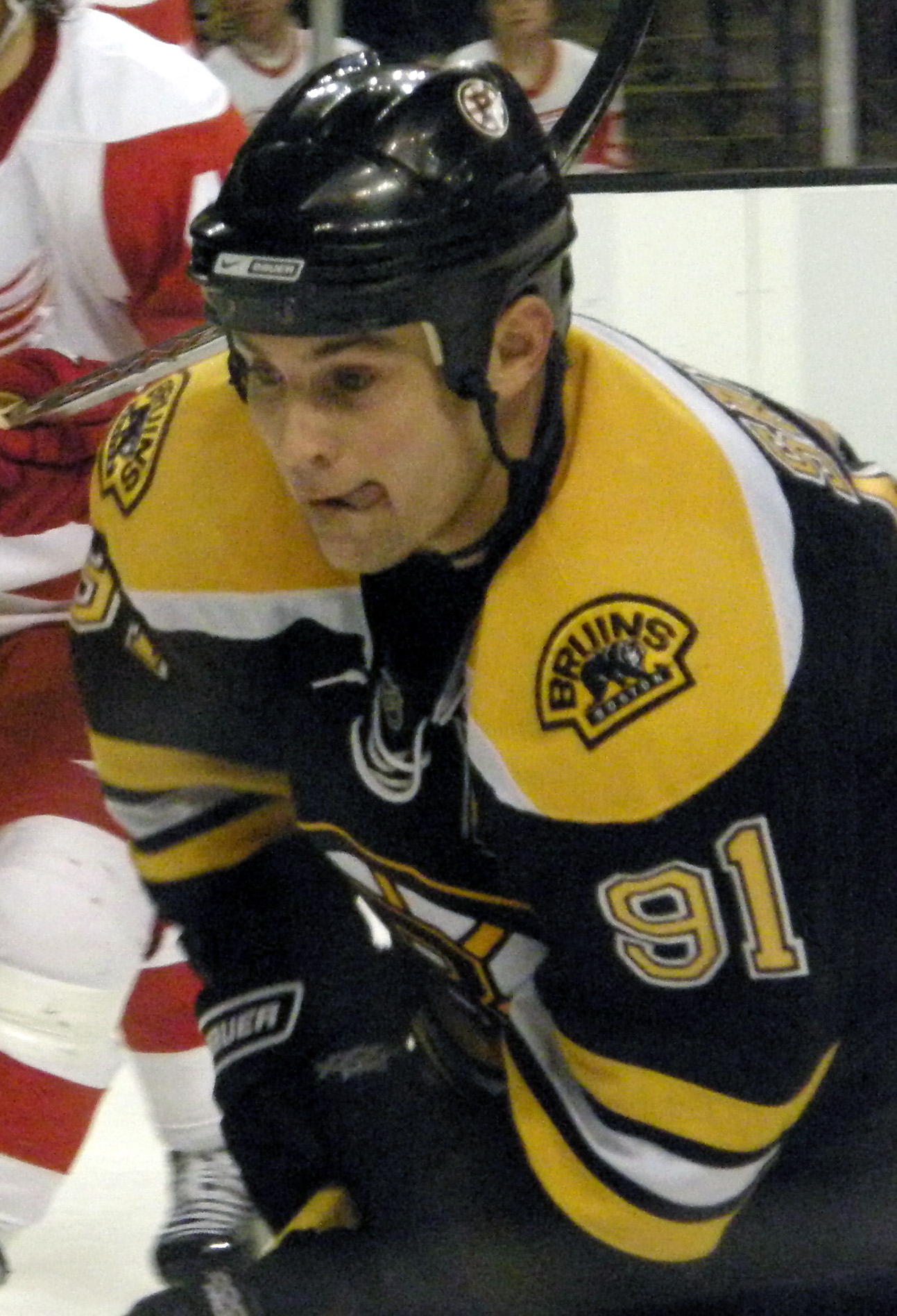
Marc Savard.

Ett urval av ishockeyspelare som har spelat en del av sina ungdomsår i ligan.
| Målvakter - Jimmy Howard | Backar - Luke Richardson - MacKenzie Weegar | Forwards - Paul Byron - Eric O'Dell - Benoît Pouliot - Marc Savard |